# Giv'at Timrat
Giv'at Timrat (hebrejsky: גבעת תמרת) je vrch o nadmořské výšce 364 metrů v severním Izraeli, v Dolní Galileji.
Leží cca 5 kilometrů západně od centra města Nazaret. Má podobu zalesněné výšiny, která je okrajovou součástí pohoří Harej Nacrat. Je začleněna do rozsáhlého lesního komplexu, který vyplňuje území západně od Nazaretu, mezi obcemi Kfar ha-Choreš, Migdal ha-Emek, Timrat, Zarzir a Ilut. Na jižní a západní straně se terén snižuje pozvolna do Jizre'elského údolí, na severu přechází do odlesněné pahorkatiny okolo obce Giv'at Ela, na východě stoupá k dominantnímu vrcholu Har Bahran. Zdejší les na svém jižním okraji ukrývá zbytky vysídlené arabské vesnice Ma'lul, jež tu stávala do roku 1948. Část rozlohy lesa také zabírá komplex vojenské základny.